# Азаров Олексій Дмитрович
Олексі́й Дмитрович Азаров (нар. 23 квітня 1950, Сичовка, Смоленська область, Росія) — український науковець, доктор технічних наук (1995), професор (1998), декан факультету інформаційних технологій та комп'ютерної інженерії Вінницького національного технічного університету (1995—2019), відмінник освіти України (2003), заслужений працівник освіти України (2007), академік Міжнародної кадрової академії (2012).

## Життєпис
Олексій Дмитрович Азаров народився 23 квітня 1950 року в м. Сичовка Смоленської області в родині службовців. У 1967 році вступив до Таганрозького радіотехнічного інституту на факультет автоматики та обчислювальної техніки. По закінченню (1972) отримав кваліфікацію інженера за спеціальністю «Інформаційно-вимірювальна техніка».
Родина:
Дружина — Лариса Євстахіївна (нар. 1951), завідувач кафедри мовознавства Вінницького національного технічного університету, доктор філологічних наук, професор, відмінник освіти, член кореспондент Міжнародної кадрової академії Азарова Лариса Євстахіївна [Архівовано 10 лютого 2021 у Wayback Machine.]
Дочка — Анжеліка (нар. 1973), кандидат технічних наук, професор кафедри менеджменту та безпеки інформаційних систем, заступник декана факультету менеджменту та інформаційної безпеки з наукової роботи та міжнародного співробітництва Вінницького національного технічного університету Азарова Анжеліка Олексіївна [Архівовано 5 січня 2020 у Wayback Machine.].

## Професійна діяльність
- 1972—1974 — інженер, старший інженер спеціального конструкторського бюро Таганрозького радіотехнічного інституту
- 1974—1976 — служба у лавах Радянської Армії
- 1977—1980 — аспірант Вінницького політехнічного інституту (ВПІ)
- 1980 — захист кандидатської дисертації у Харківському політехнічному інституті за спеціальністю «Елементи та пристрої обчислювальної техніки та систем керування» та присвоєння наукового ступеня кандидата технічних наук
- 1980—1988 — асистент, старший викладач, доцент кафедри обчислювальної техніки (ОТ) ВПІ
- 1988—1993 — завідувач кафедри ОТ ВПІ
- 1995 — захист докторської дисертації у Вінницькому державному технічному університеті (ВДТУ) за спеціальністю «Інформаційно-вимірювальні системи» та присвоєння наукового ступеня доктора технічних наук
- 1995—2002 — декан факультету інформаційних технологій та комп'ютерної інженерії, завідувач кафедри ОТ ВДТУ
- 2002—2015 — директор Інституту інформаційних технологій та комп'ютерної інженерії Вінницького національного технічного університету (ВНТУ) інституту інформаційних технологій та комп'ютерної інженерії [Архівовано 6 квітня 2020 у Wayback Machine.] ВДТУ[1]
- 2012 — обрано академіком Міжнародної кадрової академії
- 2015 — 2019 — професор, декан факультету інформаційних технологій та комп'ютерної інженерії ВНТУ
- 2020 – по теперішній час — професор, завідувач кафедри обчислювальної техніки[2].

## Наукові ступені та вчені звання
1980 — кандидат технічних наук
1983 — присвоєно вчене звання доцента
1995 — доктор технічних наук
1998 — присвоєно вчене звання професора

## Звання та нагороди
1983 — бронзова медаль ВДНГ СРСР
1987 — срібна медаль ВДНГ СРСР
2001 — Почесна грамота Міністерства освіти України за плідну роботу з обдарованою студентською молоддю та значний внесок у підготовку і проведення Всеукраїнської студентської олімпіади
2003 — нагрудний знак «Відмінник освіти України» за багаторічну сумлінну працю, особистий внесок у підготовку висококваліфікованих спеціалістів та плідну науково-педагогічну діяльність
2003 — Грамота Департаменту спеціальних телекомунікаційних систем та захисту інформації Служби безпеки України за вагомий внесок у розвиток системи технічного захисту інформації та підготовку кадрів
2006 — Почесна грамота Міністерства освіти і науки України (МОНУ) за підготовку переможця Всеукраїнського конкурсу студентських наукових робіт з напряму «Інформатика і кібернетика»
2006 — Подяка МОНУ за плідну роботу з обдарованою студентською молоддю та вагомий внесок в організацію й проведення Всеукраїнської студентської олімпіади з програмування
2007 — Почесне звання «Заслужений працівник освіти України» (посвідчення № 2372, АВ № 023682, Указом Президента України від 20 серпня 2007 року № 715)
2007—2011 — Грамоти МОНУ науковому керівнику переможців Всеукраїнських конкурсів студентських наукових робіт з напрямів «Інформатика і кібернетика» та «Інформатика, обчислювальна техніка та автоматизація»
2008 — Почесна грамота Вінницької обласної державної адміністрації та обласної ради
2011 — Диплом переможця Всеукраїнського конкурсу «Винахід-2011» у номінації «Інформаційні технології, телекомунікації, електроніка» за винахід «Буферний каскад»
2012 — Подяка МОНмолодьспорту України за проведення семінарів, круглих столів та презентацій навчального закладу під час роботи міжнародної виставки «Освіта та кар'єра — 2012»
2013 — золота медаль ІХ Міжнародного салону винаходів і нових технологій «Новий час» м. Севастополь за розробку «Двотактний симетричний підсилювач струму»
2013 — Грант за розробку проєкту «Інформаційна технологія дистанційного вивчення технічних дисциплін для закладів І-IV рівня акредитації» у рамках реалізації обласної програми «Розвитку інформаційних, телекомунікаційних та інноваційних технологій в закладах освіти Вінницької області до 2015 року»
2015 — Грант за розробку «Інформаційна технологія практичного опанування апаратних дисциплін комп'ютерної галузі у ВНЗ ІІІ-IV рівнів акредитації»
2017 — Грант за розвиток інформаційних технологій у рамках реалізації обласної програми «Розвитку інформаційних та інноваційних технологій в закладах освіти області на 2016—2020 роки»
2018 — Грант за розробку проєкту «Технологія комплексного оцінювання рівня підготовки фахівців з мережевого напрямку у ВНЗ ІІІ-IV рівня акредитації»
2018 — нагрудний знак МОН України «За наукові та освітні досягнення» за багаторічну сумлінну працю, вагомий внесок у підготовку кваліфікованих спеціалістів та плідну педагогічну діяльність
2020 — Почесна грамота Верховної Ради України "За особливі заслуги перед Українським народом"
2024 — Почесна грамота від департаменту гуманітарної політики Вінницької обласної військової адміністрації.

## Наукова, педагогічна та навчально-методична робота
Олексій Дмитрович Азаров відомий фахівець у галузі проектування високоточних швидкодіючих аналого-цифрових і цифро-аналогових перетворювачів з ваговою надлишковістю. Результатом його наукової та педагогічної діяльності є понад 750 публікацій, з них 18 монографій, 1 підручник, 25 навчальних посібників, 20 навчально-методичних видань, 390 авторських свідоцтв і патентів на винаходи та понад 300 наукових статей у фахових виданнях, зокрема 19 у виданнях, що входять до наукометричних баз даних Scopus та Web of Science. Напрям досліджень — високопродуктивні відмовостійкі інформаційно-вимірювальні комплекси й пристрої на основі систем числення з ваговою надлишковістю. Професор Азаров бере активну участь у підготовці фахівців вищої кваліфікації. Під його науковим керівництвом підготовлено і захищено 17 кандидатських дисертацій.
Викладає дисципліни:
- комп'ютерна електроніка
- лінійні інтегральні схеми
- комп'ютерна схемотехніка
- моделювання пристроїв та елементів обчислювальної техніки
- аналого-цифрова техніка

Наукові інтереси:
- комп'ютерна інженерія
- відмовостійкі високопродуктивні перетворювачі форми інформації на основі надлишкових позиційних систем числення
- високолінійні швидкодіючі підсилювальні пристрої за двотактною симетричною структурою
- аналогові пристрої.

## Громадська діяльність
Професор О. Д. Азаров входить до складу двох спеціалізованих рад із захисту докторських та кандидатських дисертацій при Вінницькому національному технічному університеті (ВНТУ) (Д 05.052.01, К 05.052.06). Склад спеціалізованих вчених рад ВНТУ [Архівовано 18 січня 2018 у Wayback Machine.], експертної ради МОН України з комп'ютерних наук і технологій при Акредитаційній комісії України, науково-методичної комісії з напряму «Комп'ютерна інженерія та вченої й методичної рад ВНТУ. У 2016 р. його було включено до персонального складу секції за фаховим напрямом Наукової ради МОН „Інформатика та кібернетика“. Азаров О. Д. є головним редактором міжнародного науково-технічного журналу „Інформаційні технології та комп'ютерна інженерія [Архівовано 27 січня 2020 у Wayback Machine.]“, членом редколегії наукових журналів Вісник Вінницького політехнічного інституту [Архівовано 25 жовтня 2019 у Wayback Machine.]», «Проблеми інформатизації та управління [Архівовано 1 травня 2020 у Wayback Machine.]» та електронного наукового фахового видання «Наукові праці Вінницького національного технічного університету [Архівовано 25 жовтня 2019 у Wayback Machine.]».

## Розробки
Доктор технічних наук, професор Олексій Азаров є науковим керівником проектів, що фінансуються за рахунок коштів державного бюджету. У науково дослідній частині ВНТУ він працює понад 40 років, останніх 20 — на посаді головного наукового співробітника. За цей період він був науковим керівником 11 держбюджетних та більше 40 госпдоговірних тем. Азаров О. Д. є також науковим керівником науково-технічного центру «Аналого-цифрові системи». З 1991 по теперішній час в рамках виконання госпдоговірної тематики по замовленню підприємств та організацій телерадіомовлення України створено «Спеціалізоване і вимірювальне обладнання власної розробки і виробництва для телерадіомовлення: каталог НТЦ „Аналого-цифрові системи“ ВНТУ».

## Захоплення
Садівництво

## Монографії
1. Аналого-цифрове порозрядне перетворення на основі систем числення з ваговою надлишковістю: монографія / О. Д. Азаров; Вінниц. нац. техн. ун-т. — Вінниця, 2010. — 232 с. [Архівовано 18 липня 2020 у Wayback Machine.]
2. Аналого-цифрові пристрої систем, що самокоригуються, для вимірювань і обробляння низькочастотних сигналів: монографія / Л. В. Крупельницький, О. Д. Азаров ; МОН України. — Вінниця: УНІВЕРСУМ-Вінниця, 2005. — 167 с. — ISBN 966-641-126-1 [Архівовано 3 вересня 2020 у Wayback Machine.]
3.Багатоканальні ІВС опрацювання стрибкоподібних сигналів на базі АЦП із ваговою надлишковістю: монографія / О. Д. Азаров, А. В. Снігур ; ВНТУ. — Вінниця: УНІВЕРСУМ-Вінниця, 2008. — 138 с. — ISBN 966-641-641-244 [Архівовано 2 серпня 2020 у Wayback Machine.]
4. Багаторозрядні АЦП і ЦАП із ваговою надлишковістю, стійкі до параметричних відмов: монографія / О. Д. Азаров, О. В. Кадук ; ВНТУ. — Вінниця: ВНТУ, 2010. — 150 с. — ISBN 978 966 641-369-0 [Архівовано 11 березня 2022 у Wayback Machine.]
5. Високолінійні порозрядні АЦП з ваговою надлишковістю для систем реєстрації і обробляння сигналів: монографія / О. Д. Азаров, О. А. Архипчук, С. М. Захарченко ; МОН України. — Вінниця: УНІВЕРСУМ-Вінниця, 2005. — 125 с. — ISBN 966 641 112- 1 [Архівовано 30 листопада 2020 у Wayback Machine.]
6. Високопродуктивні АЦП із ваговою надлишковістю зі змінними тривалостями тактів порозрядного кодування: монографія / О. Д. Азаров, О. О. Решетнік, В. А. Гарнага ; ВНТУ. — Вінниця: ВНТУ, 2012. — 154 с. — ISBN 978-966-641-486 4. [Архівовано 18 липня 2020 у Wayback Machine.]
7. Двотактні підсилювачі постійного струму для багаторозрядних перетворювачів форми інформації, що самокалібруються: монографія / О. Д. Азаров, В. А. Гарнага ; ВНТУ. — Вінниця: ВНТУ, 2011. — 156 с. — ISBN 978-966-641-435 2 [Архівовано 15 січня 2021 у Wayback Machine.]
8. Інформаційна технологія доставки контенту у системі комп'ютеризованої підготовки спеціалістів: монографія / О. І. Гороховський, О. Д. Азаров, Т. І. Трояновська ; ВНТУ. — Вінниця: ВНТУ, 2016. — 160 с. — ISBN 978-966-641-658 5 [Архівовано 24 липня 2020 у Wayback Machine.]
9. Конвеєрні аналого-цифрові перетворювачі з ваговою надлишковістю: монографія / О. Д. Азаров, О. В. Шапошніков, С. М. Захарченко ; МОН України. — Вінниця: УНІВЕРСУМ-Вінниця, 2006. — 157 с. — ISBN 966-641-165 2 [Архівовано 30 жовтня 2020 у Wayback Machine.]
10. Методи та засоби високоточного слідкувального аналого-цифрового перетворення з ваговою надлишковістю: монографія / О. Д. Азаров, О. В. Дудник ; ВНТУ. — Вінниця: ВНТУ, 2014. — 120 с. — ISBN 978-966-641-580 9 [Архівовано 24 липня 2020 у Wayback Machine.]
11. Методи та засоби підвищення точності циклічних АЦП на основі вагової надлишковості: монографія / С. М. Захарченко, О. Д. Азаров, О. В. Бойко ; ВНТУ. — Вінниця: ВНТУ, 2014. — 132 с. — ISBN 978-966-641-562-5 [Архівовано 4 вересня 2020 у Wayback Machine.]
12. Обчислювальні АЦП і ЦАП, що самокалібруються, для систем цифрового обробляння аналогових сигналів: монографія / О. Д. Азаров, О. О. Коваленко ; МОН України. — Вінниця: УНІВЕРСУМ-Вінниця, 2006. — 147 с. — ISBN 966-641-171-7 [Архівовано 15 січня 2021 у Wayback Machine.]
13. Основи теорії аналого-цифрового перетворення на основі надлишкових позиційних систем числення: монографія / О. Д. Азаров ; МОН України. — Вінниця: УНІВЕРСУМ-Вінниця, 2004. — 260 с. — ISBN 966-641-086-9 [Архівовано 4 вересня 2020 у Wayback Machine.]
14. Основи теорії високолінійних аналогових пристроїв на базі двотактних підсилювальних схем: монографія / О. Д. Азаров, С. В. Богомолов ; ВНТУ. — Вінниця: ВНТУ, 2013. — 144 с. — ISBN 978 966-641-547-2 [Архівовано 26 жовтня 2020 у Wayback Machine.]
15.Повнофункціональна побітова потокова арифметика зі зменшеними витратами обладнання: монографія / О. Д. Азаров, О. І. Черняк ; ВНТУ. — Вінниця: ВНТУ, 2013. — 200 с. — ISBN 978 966 641-542-7 [Архівовано 28 жовтня 2020 у Wayback Machine.]
16. Самокалібровані АЦП із накопиченням заряду на основі надлишкових позиційних систем числення: монографія / С. М. Захарченко, О. Д. Азаров, О. М. Харьков ; МОН України. — Вінниця: УНІВЕРСУМ-Вінниця, 2005. — 235 с. — ISBN 966-641-141-5 [Архівовано 25 липня 2020 у Wayback Machine.]
17. Швидкодійні високоточні АЦП із перерозподілом заряду з ваговою надлишковістю, що самокалібруються: монографія / О. Д. Азаров, Н. О. Біліченко, С. М. Захарченко ; ВНТУ. — Вінниця: ВНТУ, 2016. — 140 с. — ISBN 978-966-641-665-3 [Архівовано 20 серпня 2020 у Wayback Machine.]
18. Швидкодійні двотактні підсилювачі постійного струму з балансним зворотнім зв'язком: монографія / О. Д. Азаров, М. Ю. Теплицький, Н. О. Біліченко ; ВНТУ. — Вінниця: ВНТУ, 2016. — 136 с. — ISBN 978-966-641-661 5 [Архівовано 24 липня 2020 у Wayback Machine.].